# Савіньоне
Савіньоне (італ. Savignone, ліг. Savignon) — муніципалітет в Італії, у регіоні Лігурія,  метрополійне місто Генуя.
Савіньоне розташоване на відстані близько 410 км на північний захід від Рима, 18 км на північ від Генуї.
Населення — 3232 особи (2014).

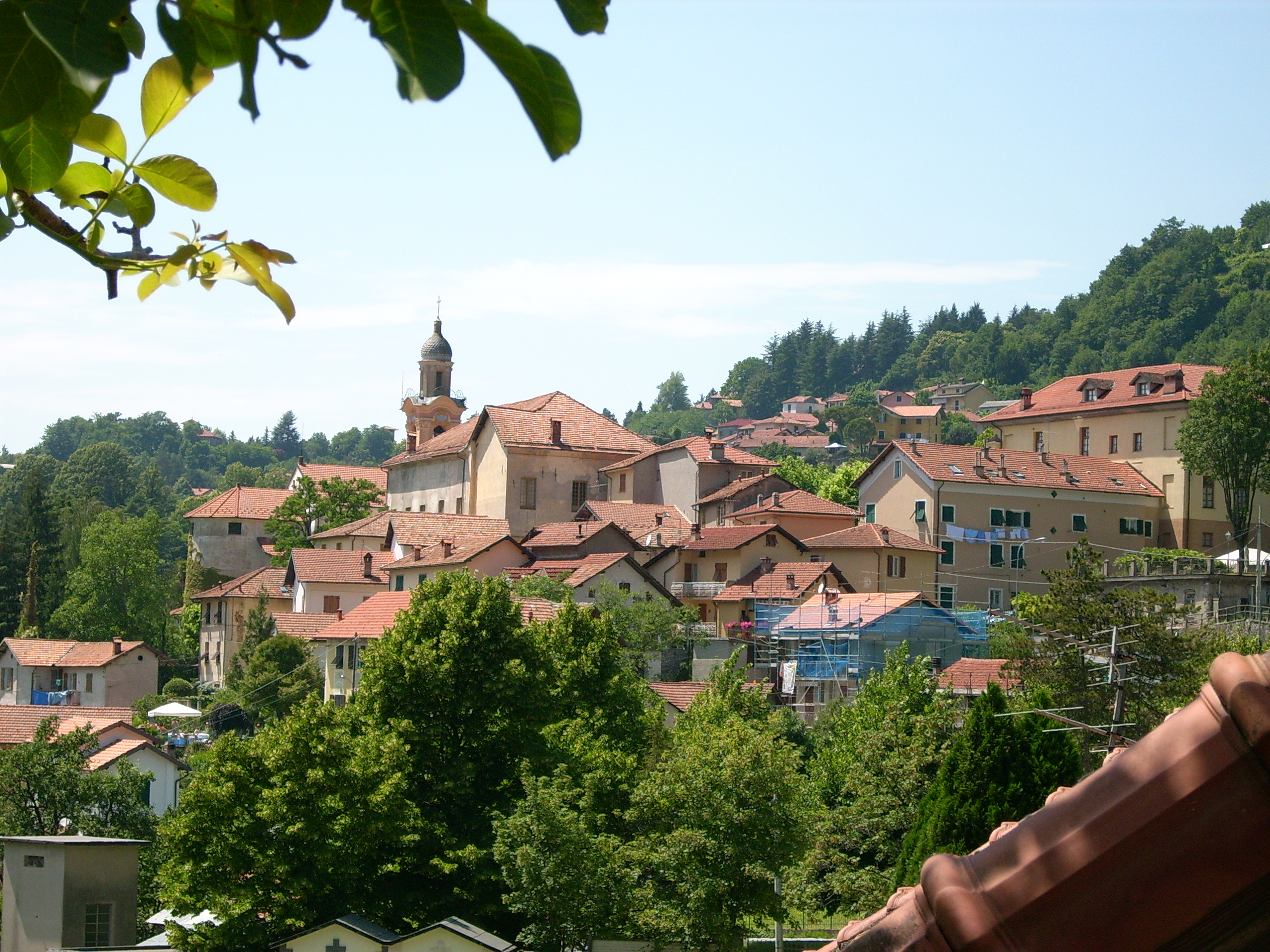

Щорічний фестиваль відбувається 28 серпня. Покровитель — Аврелій Августин.

## Демографія
Населення за роками:

Станом на 1 січня 2023 року в муніципалітеті офіційно проживали 134 іноземці з 28 країн, серед них 41 громадянин країн Євросоюзу та 5 громадян України.

## Сусідні муніципалітети
- Бузалла
- Казелла
- Крочефієскі
- Міньянего
- Серра-Рикко
- Вальбревенна